# Ljuba Jakymtjuk
Ljubov "Ljuba" Jakymtjuk (ukrainska: Любо́в Якимчу́к), född 19 november 1985 i Pervomajsk i dåvarande Ukrainska SSR, är en ukrainsk poet, journalist, dramatiker, manusförfattare och översättare. Aprikoser i Donbas är hennes första bok på svenska.

## Biografi och författarskap

### Uppväxt, privatliv och bokdebut
Jakymtjuk växte upp i Pervomajsk i Luhansk oblast. Denna lilla stad präglades av regionens kolbrytning. Hon började skolan 1992, i det självständiga Ukraina. Senare studerade hon vidare på universitetet i Luhansk, därefter vid Kievs nationella universitet och Kiev-Mohyla-akademin.

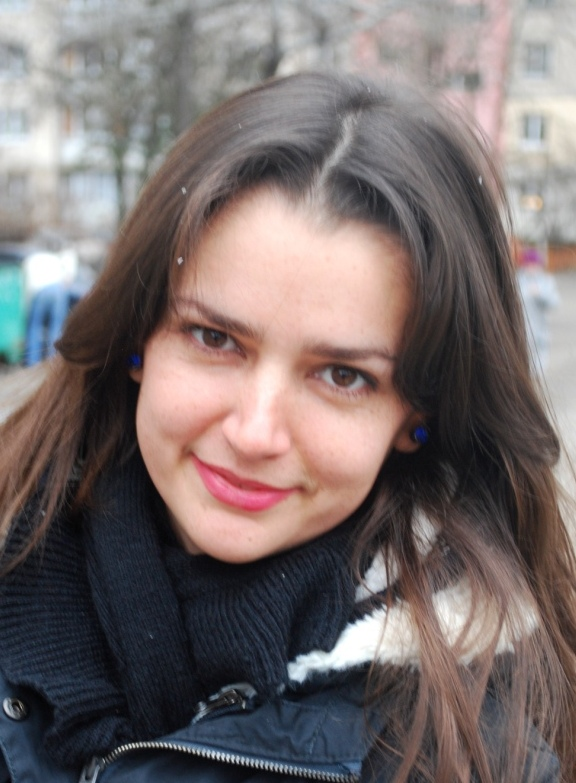
Ljuba Jakymtjuk, 2011.

Hon bor med make och son i Kyjiv, även om sonen under den mest intensiva krigsfasen runt Kyjiv vistades hos släktingar i det mer västligt belägna Lviv.
Ljuba Jakymtjuks första lyriksamling, Jak moda ('Som mode'), publicerades 2009. Jakymtjuk växte upp med ryskan som förstaspråk, men redan från början valde hon att skriva sina dikter på ukrainska. Hennes författande präglats av en futuristisk attityd till poesin.

### Aprikoser i Donbas
Abrikosy donbasu kom ut i hemlandet 2015 och översattes 2023 till svenska under titeln Aprikoser i Donbas och med poeten Ida Börjel samt Nils Håkanson som översättare. Den är försedd med ett längre förord av författaren, under rubriken Krigets språk. Boken fungerar som vittne till ett krig som startade 2014 och har fram till hösten 2023 gjorts tillgänglig till sju olika språk.
Titelns aprikoser syftar på de frukter som under författarens uppväxt används till det mesta – i maten, som sötsaker och i vodka. Träden planterades en gång som vindskydd på stäppen, och i Ukraina var den outsagda "sanningen" att "där Ryssland börjar försvinner aprikosträden".
I förordet beskriver författaren först den surrealistiska upplevelsen från 2014 av den plötsliga förekomsten av uniformerade män med automatgevär i Luhansk. När situationen för föräldrarna och mormodern i hembyn blev ohållbar flydde de till Kyjiv, och slutligen fann de en ny hemvist i byn Kybyntsi. För Ljuba Jakymtjuk var denna by välkänd eftersom den futuristiske poeten Mychajl Semenko – som hon forskat om – växte upp där. Hon kom där att engagera föräldrarna i ett kulturprojekt betitlat "Tunnelbanan till Kybyntsi", där inbjudna kulturarbetare framträdde under ett helt år. Hon beskriver också hur kriget även nådde hennes eget hem i Kyjiv i februari 2022.
Diktsamlingen är indelad i fem sviter: "Aprikoser i Donbas", "Nam och kriget", "Förfalleri", "Dikter, inte vita" och "Sådana kallas nakna". Biografiska upplevelser av människor och landskap återkommer i dikterna som är daterade från 2008 till 2020. Stilen är "slumpmässig och lekfull" och ger associationer till de ukrainska futuristernas 1920-tal. Humorn har fått kritik för att ibland ta fokus från det vackra, samtidigt som liknelsen med  Inger Christensens antikrigsdikt "Alfabet" – enligt Göteborgs-Postens recensent – ger nya och förkrossande dimensioner.

### Övrigt
Jakymtjuk har även fått sin lyrik och sina essäer publicerade i tidskrifter och samlingsverk på sammanlagt minst 14 språk. Hon har erhållit flera priser för sitt författarskap.
Hon har deltagit i många internationella poesifestivaler, inklusive Stockholms poesifestival 2014. Uppmärksamheten kring hennes diktande ledde till att hon 2022 inbjöds att högläsa dikten "Bön" på det årets Grammy-gala i Las Vegas den 4 april.

## Priser och utmärkelser
- Internationella Slaviska Poesipriset (Ukraina)[8]
- International Poetic Award från Kovalev Foundation (USA)[8]
- Bohdan-Ihor Antonytj-priset[21]
- Smoloskyp-priset[21]